# Thecla tella
Thecla tella är en fjärilsart som beskrevs av William Schaus 1902. Thecla tella ingår i släktet Thecla och familjen juvelvingar. Inga underarter finns listade i Catalogue of Life.